# Felix Ray
Felix Ray (12 settembre 1983) è un calciatore salomonese, portiere del Malaita Kingz.

## Carriera

### Club
Comincia a giocare al Naha. Nel 2005 passa al Su'uria. Nel 2006 si trasferisce al Makuru. Nel 2010 si accasa al Koloale. Nel 2012 viene acquistato dal Malaita Kingz.

### Nazionale
Ha debuttato in Nazionale nel 2004. Ha partecipato, con la Nazionale, alla Coppa delle nazioni oceaniane 2004 e della Coppa delle nazioni oceaniane 2012. Ha collezionato in totale, con la maglia della Nazionale, 14 presenze.